# Sericoderus brevicornis
Sericoderus brevicornis is een keversoort uit de familie molmkogeltjes (Corylophidae). De wetenschappelijke naam van de soort werd in 1890 gepubliceerd door Andrew Matthews.